# Kieweringsbach
Der Kieweringsbach ist ein linker Zufluss des Grindelbaches im Landkreis Trier-Saarburg, Rheinland-Pfalz, Deutschland.
Er hat eine Länge von 1,14 Kilometern und ein Wassereinzugsgebiet von 1,005 Quadratkilometern.
Der Bach entspringt südöstlich von Holzerath, fließt durch den Kiwringswald und mündet östlich von Holzerath in den Grindelbach.